# Tom Gugliotta
Thomas James Gugliotta, detto Tom (New York, 19 dicembre 1969), è un ex cestista statunitense, professionista nella NBA.

## Carriera
Scelto nel draft NBA 1992 passa i primi tre anni con i Washington Bullets prima e poi con i Golden State Warriors dimostrandosi un ottimo giocatore.
Nel 1995 passa ai Minnesota Timberwolves dove facendo coppia con Kevin Garnett raggiunge i migliori risultati personali e di squadra. Proprio l'abbandono della compagine del Minnesota è considerato da molti il suo più grande errore (forse l'unico) della sua grande carriera, e infatti gli ultimi anni vedono un calo del suo livello di gioco e un moltiplicarsi di passaggi tra varie compagine dell'NBA.
Nel 2005 ormai trentaseienne si ritira dal basket dopo aver disputato l'ultima stagione con la maglia degli Atlanta Hawks. In 13 stagioni di NBA e 763 partite ufficiali ha messo a segno 9.895 punti, per una media di 13 a partita. A sostegno di quanti considerano il suo passaggio ai Suns un errore, si può notare la differenza con le medie punti delle sue due migliori stagioni, giocate proprio coi T'wolves: 20,6 e 20,1 nel 1996-97 e 1997-98 rispettivamente.

## Incidente
Nel 1999 Gugliotta è stato in pericolo di vita. In quel periodo, per problemi di insonnia post-partita, Tom era solito assumere un sonnifero commercializzato come "Sleep aid" e contenente gamma-butirrolattone (o GBL). Il 17 dicembre stava parlando al cellulare con la moglie Nikki, quando collassò e andò in arresto respiratorio; sentendolo svenire, Nikki ebbe la prontezza di chiamare la moglie del compagno di squadra Rex Chapman, presente sul bus della società con lui, istruendola su dove trovare la bottiglietta di sonnifero nel borsone. Questa informazione fu importantissima per i medici societari, che poterono somministrare a Gugliotta l'antidoto corretto in brevissimo tempo.

## Statistiche

### College
| Anno      | Squadra       | PG  | PT | MP   | TC%  | 3P%  | TL%  | RP  | AP  | PRP | SP  | PP   |
| --------- | ------------- | --- | -- | ---- | ---- | ---- | ---- | --- | --- | --- | --- | ---- |
| 1988-1989 | NCSU Wolfpack | 21  | 0  | 8,1  | 42,9 | 50,0 | 65,5 | 1,7 | 0,2 | 0,5 | 0,0 | 2,7  |
| 1989-1990 | NCSU Wolfpack | 30  | 29 | 29,5 | 50,4 | 48,9 | 67,2 | 7,0 | 1,6 | 1,6 | 0,4 | 11,1 |
| 1990-1991 | NCSU Wolfpack | 31  | 31 | 36,2 | 50,0 | 39,8 | 64,4 | 9,1 | 2,8 | 1,7 | 1,1 | 15,2 |
| 1991-1992 | NCSU Wolfpack | 30  | 30 | 36,9 | 44,9 | 39,9 | 68,5 | 9,8 | 3,1 | 2,1 | 0,5 | 22,5 |
| Carriera  | Carriera      | 112 | 90 | 29,3 | 47,6 | 40,8 | 66,8 | 7,3 | 2,1 | 1,5 | 0,6 | 13,7 |

### NBA

#### Regular Season
| Anno      | Squadra            | PG  | PT  | MP   | TC%  | 3P%  | TL%  | RP  | AP  | PRP | SP  | PP   |
| --------- | ------------------ | --- | --- | ---- | ---- | ---- | ---- | --- | --- | --- | --- | ---- |
| 1992-1993 | Washington Bullets | 81  | 81  | 34,5 | 42,6 | 28,1 | 64,4 | 9,6 | 3,8 | 1,7 | 0,4 | 14,7 |
| 1993-1994 | Washington Bullets | 78  | 78  | 35,8 | 46,6 | 27,0 | 68,5 | 9,3 | 3,5 | 2,2 | 0,7 | 17,1 |
| 1994-1995 | Washington Bullets | 6   | 6   | 37,7 | 39,8 | 50,0 | 78,8 | 8,8 | 3,0 | 3,5 | 1,8 | 16,0 |
| 1994-1995 | G.S. Warriors      | 40  | 40  | 33,1 | 44,3 | 31,1 | 56,7 | 7,4 | 3,1 | 1,3 | 0,6 | 10,9 |
| 1994-1995 | Minnesota T'wolves | 31  | 17  | 32,8 | 45,4 | 31,8 | 76,2 | 7,2 | 4,5 | 2,0 | 0,9 | 14,4 |
| 1995-1996 | Minnesota T'wolves | 78  | 78  | 36,3 | 47,1 | 30,2 | 77,3 | 8,8 | 3,1 | 1,8 | 1,2 | 16,2 |
| 1996-1997 | Minnesota T'wolves | 81  | 81  | 38,7 | 44,2 | 25,8 | 82,0 | 8,7 | 4,1 | 1,6 | 1,1 | 20,6 |
| 1997-1998 | Minnesota T'wolves | 41  | 41  | 38,6 | 50,2 | 11,8 | 82,1 | 8,7 | 4,1 | 1,5 | 0,5 | 20,1 |
| 1998-1999 | Phoenix Suns       | 43  | 43  | 36,3 | 48,3 | 28,6 | 79,4 | 8,9 | 2,8 | 1,4 | 0,5 | 17,0 |
| 1999-2000 | Phoenix Suns       | 54  | 54  | 32,7 | 48,1 | 12,5 | 77,5 | 7,9 | 2,3 | 1,5 | 0,6 | 13,7 |
| 2000-2001 | Phoenix Suns       | 57  | 2   | 20,3 | 39,2 | 25,0 | 79,2 | 4,5 | 1,0 | 0,8 | 0,4 | 6,4  |
| 2001-2002 | Phoenix Suns       | 44  | 40  | 25,7 | 42,2 | 33,3 | 75,7 | 5,0 | 1,8 | 0,9 | 0,7 | 6,5  |
| 2002-2003 | Phoenix Suns       | 27  | 11  | 16,6 | 45,5 | 0,0  | 100  | 3,7 | 1,1 | 0,5 | 0,2 | 4,8  |
| 2003-2004 | Phoenix Suns       | 30  | 3   | 10,1 | 31,3 | 0,0  | 75,0 | 1,9 | 0,7 | 0,5 | 0,1 | 2,3  |
| 2003-2004 | Utah Jazz          | 25  | 24  | 20,6 | 37,5 | 33,3 | 70,0 | 5,2 | 1,7 | 0,7 | 0,3 | 3,7  |
| 2004-2005 | Boston Celtics     | 20  | 0   | 10,9 | 29,7 | -    | 66,7 | 2,2 | 0,6 | 0,5 | 0,2 | 1,3  |
| 2004-2005 | Atlanta Hawks      | 27  | 9   | 27,7 | 43,1 | 30,8 | 78,4 | 5,5 | 2,1 | 1,2 | 0,5 | 7,9  |
| Carriera  | Carriera           | 763 | 608 | 30,9 | 45,1 | 28,4 | 75,7 | 7,3 | 2,8 | 1,4 | 0,6 | 13,0 |

#### Playoffs
| Anno     | Squadra            | PG | PT | MP   | TC%  | 3P%  | TL%  | RP  | AP  | PRP | SP  | PP   |
| -------- | ------------------ | -- | -- | ---- | ---- | ---- | ---- | --- | --- | --- | --- | ---- |
| 1997     | Minnesota T'wolves | 3  | 3  | 40,3 | 44,2 | 75,0 | 60,0 | 5,3 | 4,3 | 2,3 | 0,7 | 18,3 |
| 1999     | Phoenix Suns       | 3  | 3  | 39,3 | 37,1 | -    | 75,0 | 8,3 | 3,3 | 1,3 | 1,0 | 10,7 |
| 2001     | Phoenix Suns       | 4  | 0  | 21,5 | 30,8 | -    | 77,8 | 3,8 | 0,8 | 2,0 | 0,3 | 5,8  |
| 2003     | Phoenix Suns       | 2  | 0  | 5,0  | 50,0 | -    | 50,0 | 1,0 | 0,0 | 0,0 | 0,0 | 2,5  |
| Carriera | Carriera           | 12 | 6  | 27,9 | 39,3 | 75,0 | 69,0 | 4,8 | 2,2 | 1,6 | 0,5 | 9,6  |

## Palmarès
- NBA All-Rookie First Team (1993)
- NBA All-Star (1997)